# Kévin Fouache

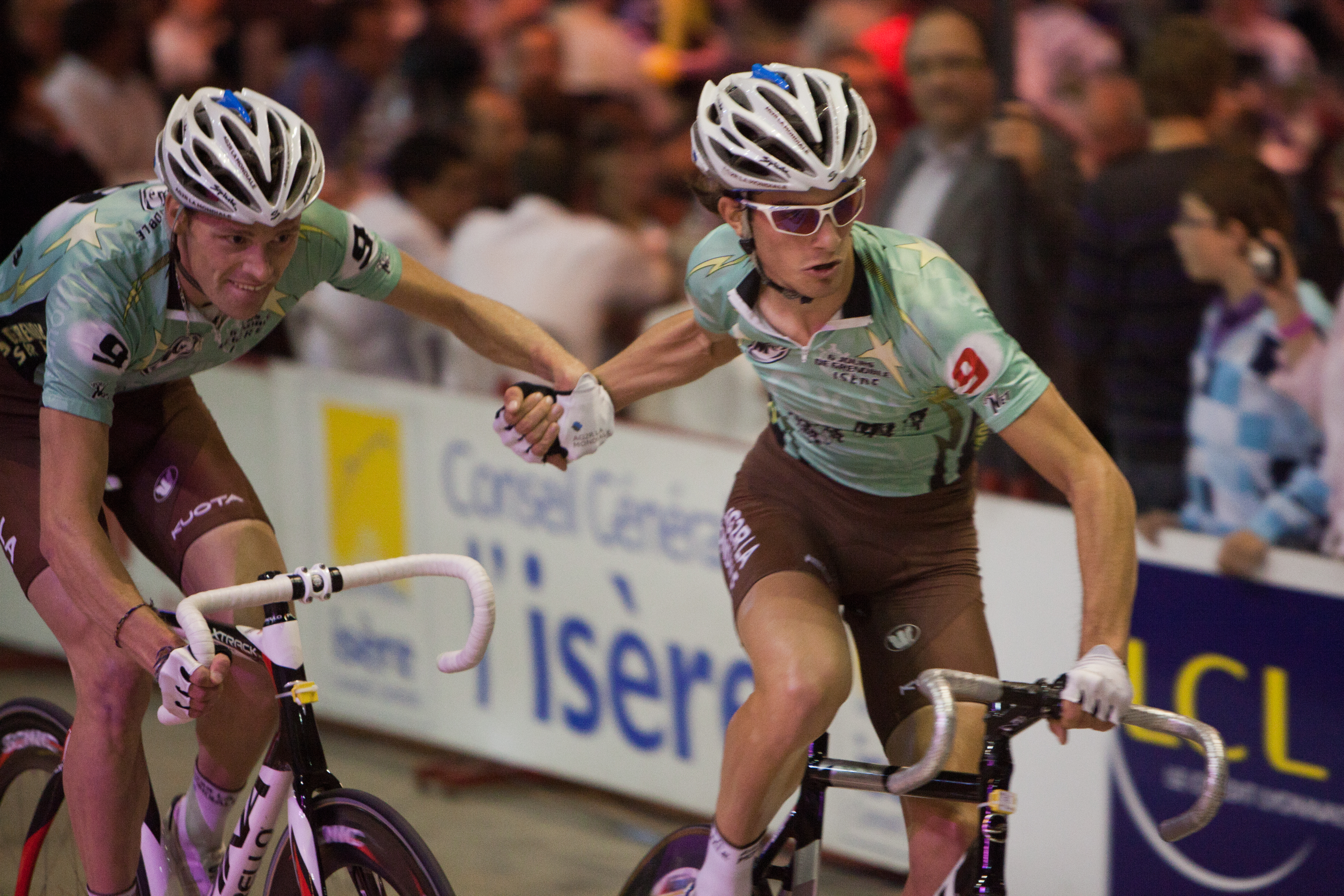
Passage de relai entre Kévin Fouache (à gauche) et Jules Pijourlet (à droite) lors des Six jours de Grenoble 2011.

Kévin Fouache (né le 18 janvier 1989 à Chambéry) est un coureur cycliste français, devenu directeur sportif. Il pratique le cyclisme sur route et le cyclisme sur piste.

## Biographie
Kévin Fouache commence le cyclisme en compétition en 1996. En 2005, il est champion de France de l'américaine cadets (moins de 17 ans) et l'année suivante, il gagne le titre dans la même discipline chez les juniors (moins de 19 ans) avec Vivien Brisse. En 2007, toujours chez les juniors, il devient champion de France de la course aux points. Deux ans plus tard, il décroche son premier et unique titre national chez les élites, en devenant champion de France de l'américaine avec Morgan Kneisky.
Dans les années qui suivent, il court pour diverses équipes amateurs françaises, sans obtenir de grand succès. Fin 2015, il quitte l'UC Nantes Atlantique après quatre ans au sein de cette équipe et rejoint le club Creuse Oxygène Guéret.
À la fin du mois d'août 2018, il annonce qu'il compte mettre un terme à sa carrière de coureur cycliste pour devenir directeur sportif de l'équipe de la Roche-sur-Yon Vendée Cyclisme. Il continue cependant à participer au championnat de France de demi-fond, se classant troisième en 2019, puis deuxième en 2021 et 2022.
En septembre 2022, il se lance le défi de participer au championnat d'Europe de demi-fond, organisés à Lyon avant de mettre un terme définitif à sa carrière. Derrière l'entraineur Sylvain Pacheco, il remporte le titre de champion d'Europe,. Cela fait de lui le premier coureur français champion d'Europe depuis Roger Queugnet en 1953.
En 2024, il intègre l'équipe cycliste Decathlon AG2R La Mondiale où il officie en tant que directeur sportif de l'équipe juniors. Au fil de la saison, il dirige également l'équipe de développement, évoluant au niveau continental, notamment lors du Tour de Bretagne où Baptiste Veistroffer remporte une étape et Killian Verschuren se classe 9e du classement général.

## Palmarès sur piste

### Championnats d'Europe
- Lyon 2022
  -  Champion d'Europe de demi-fond

### Championnats de France
- 2005
  -  Champion de France de l'américaine cadets (avec Thomas Girard)
- 2006
  -  Champion de France de l'américaine juniors (avec Vivien Brisse)
- 2007
  -  Champion de France de la course aux points juniors
- 2009
  -  Champion de France de l'américaine (avec Morgan Kneisky)
  - 3e de la poursuite par équipes
- 2012
  - 3e de la poursuite par équipes
- 2015
  - 3e du demi-fond
- 2017
  - 3e du demi-fond
- 2018
  - 2e du demi-fond
- 2019
  - 3e du demi-fond
- 2021
  - 2e du demi-fond
- 2022
  - 2e du demi-fond

## Palmarès sur route
| - 2006 - 3e du championnat de Rhône-Alpes du contre-la-montre juniors - 2007 - Champion de Rhône-Alpes du contre-la-montre juniors - Champion de Savoie sur route juniors - 2e du championnat de Rhône-Alpes sur route juniors - 2008 - Tour de la Drôme des Collines : - Classement général - Une étape (contre-la-montre) - 2012 - Trophée Louis Caiveau - Grand Prix de Brissac-Quincé - 2e du Souvenir Denis Daviet - 3e du Grand Prix Leclerc De Lune - 3e du Circuit de la vallée de la Loire | - 2013 - 2e du Grand Prix de Lorient-Lanveur - 3e de La Suisse Vendéenne - 2014 - Trophée Louis Caiveau - 2015 - 3e du Grand Prix de Doué-la-Fontaine - 3e de Jard-Les Herbiers - 2016 - 3e du Circuit des plages vendéennes - 2017 - Grand Prix de Sainte-Luce-sur-Loire - 2018 - 2e du Critérium Nant'Est Entreprises - 3e du Tour des Mauges |